# Maximilian Arland
Maximilian Arland, właśc. Maximilian Mühlbauer (ur. 26 marca 1981 w Neuenbürgu) – niemiecki piosenkarz i prezenter telewizyjny.

## Życiorys
Maximilian Arland pochodzi z rodziny o tradycjach muzycznych. Jest synem Henry'ego (ur. 1945) – kompozytora i klarnecisty oraz Dorothei Mühlbauer. Jego dziadek Rolf (1922–2015) był kompozytorem, natomiast brat Hansi (ur. 1983) jest piosenkarzem, autorem tekstów, kompozytorem, producentem muzycznym i realizatorem dźwięku. Ma także przyrodnią siostrę Victorię (ur. 1989) z drugiego małżeństwa ojca. W 1993 roku wystąpił wraz z ojcem i bratem jako instrumentalne trio na Volkstümliche Hitparade na stacji ZDF wraz z Carolin Reiber, na którym zajęli 1. miejsce, a w 1994 roku zdobyli międzynarodowe Grand Prix Muzyki Folkowej za utwór pt. Echo der Berge. Potem przez lata byli gośćmi w różnych programach telewizyjnych oraz na scenach w Niemcy, Austrii i Szwajcarii. W 2002 roku wystąpił jako solista z utworem pt. Ich hör Chopin, za który po wstępnej decyzji zajął 1. miejsce. W sumie brał udział w zawodach pięciokrotnie i za każdym razem awansował do międzynarodowego finału. W latach 1999–2006 po odbyciu stażu pracował jako moderator i redaktor w niemieckiej rozgłośni radiowej Radio Melodie.
W latach 2004–2011 prowadził własny, sobotni wieczorny program rozrywkowy pt. Musikantendampfer w stacji ARD. Prowadzi liczne programy telewizyjne na stacjach: MDR, RBB i BR oraz trzykrotnie prowadził galę operetkową w ramach festiwalu Elblandfestspiele Wittenberge w Wittenberge.
Od 2006 roku uczestniczy w koncercie sylwestrowym stacji ARD organizowanym pod Bramą Brandenburską w Berlinie. W 2009 roku stacja ARD zleciła mu prowadzenie sobotniego wieczornego programu pt. Melodien der Herzen. W latach 2012–2013 reprezentował stację ARD na cyklicznych targach IFA w Berlinie, prezentując własny program sceniczny. Wkrótce zastąpił Britta Hagedorna w 3. sezonie programu pt. Schwer Verliebt w stacji Sat.1. W 2017 roku wziął udział w niemieckiej edycji programu rozrywkowego pt. Let’s Dance, w którym występował wraz z tancerkami, najpierw odcinkach 1–4 z Isabel Edvardsson, która w wyniku kontuzji odniesionej podczas treningu musiała wycofać się z rywalizacji, w związku z czym do końca udziału w programie występował wraz z Sarah Latton, a udział zakończył na 7. miejscu. Na początku zmienił pseudonim artystyczny na "Maximilian Arland". Od 2012 roku prowadzi na stacji MDR program pt. Musik auf dem Lande.
Od lat jako piosenkarz i prezenter telewizyjny bierze udział w koncertach solowych oraz plenerowych w Niemczech (np. Elblandfestspiele Wittenberge).

## Działalność społeczna
Maximilian Arland jest ambasadorem stowarzyszenia pt. Sposoby wyjścia z samotności.
W 2018 roku współpracował z 25 uczestnikami niemieckiej edycji reality show pt. Ninja Warrior na stacji RTL w ramach RTL-Spendenmarathon.

## Życie prywatne
Maximilian Arland w 2009 roku ożenił się z Andreą, z którą w 2017 roku wziął rozwód. Mieszka w Berlinie.

## Nagrody
- 1993: 1. miejsce na Volkstümliche Hitparade (Henry Arland & Söhne)
- 1994: Międzynarodowe Grand Prix Muzyki Folkowej (Henry Arland & Söhne)
- 2002: Międzynarodowe Grand Prix Muzyki Folkowej (solista)

## Piosenki
- 2002: Ich hör Chopin
- 2004: Träumen ist doch keine Sünde
- 2009: Sag ja zu mir
- 2009: Das fängt ja gut an
- 2010: Aus Liebe
- 2013: Du bist mir nah
- 2014: Ein Tag ohne dich
- 2016: Liebe in Sicht
- 2016: Verliebt in Berlin

## Dyskografia

### Albumy
- 2002: Je t’aime – I love you – Ich liebe Dich
- 2004: Träumen ist doch keine Sünde
- 2006: Zwischen Himmel und Liebe
- 2007: Danke Roy
- 2009: Sag ja zu mir
- 2009: Weihnachten mit Maxi Arland
- 2010: Aus Liebe
- 2012: Magische Momente
- 2015: Ein genialer Tag
- 2016: Mein Weihnachten
- 2017: Liebe in Sicht
- 2019: 25 Jahre Maximilian Arland & Freunde

Henry Arland & Söhne
- 1993: Gefühle
- 1994: Echo Der Berge
- 1994: Klarinetten- Weihnacht
- 1995: Bergkristall
- 2002: 32 Goldene Erfolge

Hansi & Maxi
- 1995: Fröhliche Weihnachten
- 2008: Ihr Kinderlein kommet